# Saint-Maurice-en-Cotentin
Saint-Maurice-en-Cotentin là một xã thuộc tỉnh Manche trong vùng Normandie tây bắc nước Pháp. Xã này nằm ở khu vực có độ cao trung bình 73 mét trên mực nước biển.